# ITunes Festival: London 2010 (EP de Marina and the Diamonds)
iTunes Festival: London 2010 é um extended play (EP) lançado pela cantora e compositora galesa Marina and the Diamonds. Foi gravado durante a apresentação feita no iTunes Festival em 22 de julho de 2010 na casa de shows The Roundhouse, em Londres. O projeto contém cinco faixas, todas retiradas do álbum de estreia The Family Jewels (2010).

## Lista de faixas
| iTunes Festival |                    |                          |         |  |
| N.º             | Título             | Compositor(es)           | Duração |  |
| 1.              | "Girls"            | Diamandis, Howe, Gabriel | 3:27    |  |
| 2.              | "The Outsider"     | Diamandis                | 3:23    |  |
| 3.              | "I Am Not a Robot" | Diamandis                | 3:58    |  |
| 4.              | "Numb"             | Diamandis                | 3:56    |  |
| 5.              | "Obsessions"       | Diamandis                | 3:27    |  |